# Jardines de la Reina
Jardines de la Reina (česky Královniny zahrady) je souostroví výrazně protáhlého tvaru jižně od ostrova Kuba v Karibském moři. Administrativně je rozděleno mezi kubánské provincie Ciego de Ávila a Camagüey. Pojmenování Královniny zahrady dostalo souostroví od Kryštofa Kolumba na počest španělské královny Isabely Kastilské. Podstatná část ostrovů a okolního moře byla vyhlášena jedním z kubánských národních parků (jeho celková rozloha je 217 036 ha, z toho vodní plocha 200 957 ha a pevnina pouze 16 079 ha).
Souostroví se skládá z více než 600 korálových ostrovů, mezi nejvýznamnější patří Cayos Cinco Balas, Cayo de Las Doce Leguas, Cayo Anclitas, Cayo Algodón Grande, Cayos Pingues a Cayo Granada. Pod mořskou hladinou se nacházejí korálové útesy a žije zde mnoho rybích druhů.